# Mont-Joli (Quebec)
Mont-Joli é uma cidade localizada na província de Quebec no Canadá.